# Ujjayi
Ujjayi (en sánscrito: उज्जायी, AITS: ujjāyī) (pronunciado /ullai/), también llamada Ujjayi pranayama, Ujjai pranayama, respiración Ujjayi o respiración oceánica, es una técnica de respiración lenta utilizada en las prácticas de yoga. Es considerada un ejercicio pranayama que puede realizarse por sí solo o en combinación con asanas. Se puede combinar también con mudras como el Shambhavi.

## Técnica
La respiración ujjayi es un tipo de respiración diafragmática en el que los músculos de la glotis se mantienen ligeramente contraídos, causando que el aire produzca una vibración audible, similar al sonido del aliento, mientras pasa por las cuerdas vocales. La inhalación y la exhalación se producen ambas por la nariz, y el sonido resultante debe ser lo bastante sonoro como para que el usuario lo oiga, pero no tanto como para resultar ruidoso. Se utilizando un ciclo de respiración lenta de 3 a 4 respiraciones por minuto.
El sonido calma la mente y atrae naturalmente la atención a la respiración, ayudando a internalizar la consciencia, y hace que la respiración sea lisa y uniforme. Practicar ujjayi también permite al usuario controlar la entrada de aire, el flujo de la respiración y el movimiento del diafragma. También ayuda a limpiar la garganta y los pulmones y fortalecer el diafragma y la garganta.

## Origen
En el Hatha-yoga-pradípika, uno de los tres textos clásicos de hatha yoga escrito en el siglo XV d. C., se menciona:

51. Closing the mouth, draw in air slowly through [both] the nostrils till it [the breath] is felt to be sonorous from the throat to the heart. 

52. Perform Kumbhaka as before and exhale the air through Ida. This removes disorders in the throat caused by phlegm and stimulates the [digestive] fire in the body. 

53. It puts an end to the diseases of the Nadis and the dhatus, as also dropsy. Walking or standing, [this] Kumbhaka called Ujjayi should be practised.
51. Con la boca cerrada, inhalar lentamente por ambas fosas nasales de tal forma que el aire produzca un ruido (sordo) al pasar por la garganta hacia los pulmones. 

52. Practicar kumbhaka como antes y espirar por iḍā (la fosa nasal izquierda); con esta técnica se eliminan los problemas de flema en la garganta y se incrementa la capacidad digestiva del cuerpo. 

53. También cura la hidropesía y los desórdenes en los nāḍīs y en los dhātus; este kumbhaka se puede practicar en cualquier situación, tanto sentado como caminando.
Hatha-yoga-pradípika 2.51-53 por Suatmarama.

## Beneficios
Patanjali escribió que uno desarrolla concentración y claridad de pensamiento practicando Ujjayi pranayama.

## Estudios
Un estudio de 2013 en la Universidad de Pavía, Italia, se realizó con el objetivo de determinar si la respiración Ujjayi tenía similares beneficios a los de la respiración lenta. La respiración aumenta la sensibilidad vagal cardíaca barorrefleja (SBR), mejora la saturación de oxígeno, disminuye la presión arterial y reduce la ansiedad. Se seleccionó una muestra de 17 personas sin experiencia en práctica de yoga con 27 años de edad promedio. Se realizó una sola sesión con diferentes ejercicios de respiración espontánea, rápida y lenta, con y sin Ujjayi. Los resultados mostraron que en comparación con la respiración espontánea, la respiración rápida condujo a una reducción de la SBR, mientras que todas las otras respiraciones (con o sin Ujjayi) aumentaron la SBR y la saturación de oxígeno. También mostró que todas las respiraciones lentas redujeron la variabilidad de frecuencia cardíaca, exceptuando la respiración lenta de 6 respiraciones por minuto y 5 s de inhalación y exhalación. Finalmente, aunque la respiración Ujjayi mostró el mayor aumento en la saturación de oxígeno, no coincidió con la mayor mejora en la SBR cuando se realizó solo al exhalar. Los investigadores asociaron este fenómeno al esfuerzo necesario para realizar este tipo de respiración.
Un estudio de 2016 en El Cairo, Egipto, buscó medir el efecto de Ujjayi pranayama durante 2 meses en pacientes con asma leve. Se seleccionó una muestra de 40 pacientes con 35 años de edad promedio la cual se dividió en dos grupos de 20 personas: el grupo experimental y el grupo de control. Ambos grupos recibieron medicamentos para el asma y participaron en ejercicios de respiración diafragmática (3 sesiones de 30 min por semana por 8 semanas). El grupo experimental adicionalmente participó en ejercicios de respiración Ujjayi (3 sesiones de 15 repeticiones por semana por 8 semanas). Los resultados mostraron mejoras en ambos grupos; no obstante, en el grupo experimental los cambios fueron significativos en los parámetros capacidad vital y volumen espiratorio forzado. El estudio concluyó que la respiración Ujjayi en combinación la respiración diafragmática, realizadas de manera correcta y constante, son adecuadas como terapia complementaria para mejorar la calidad de vida de pacientes con asma bronquial leve.
El 2017 se realizó un estudio en Bhopal, India, con el objetivo de determinar si la práctica regular de Ujjayi pranayama durante 3 meses puede reducir la hiperreactividad cardiovascular (estrés) inducida por la prueba de estimulación por frío (en inglés cold pressor test). En la investigación participaron 60 personas (35 hombres y 25 mujeres) y la hiperreactividad se midió antes y después de la práctica. Luego de tres meses, los resultados arrojaron que la práctica regular de la técnica de respiración redujo significativamente la hiperreactividad cardiovascular en la presión sanguínea (PS) basal, el aumento de la PS después de 1 minuto de la prueba de estrés térmico, la frecuencia cardíaca y la frecuencia respiratoria. El estudio concluyó que la respiración Ujjayi puede disminuir significativamente los cambios inducidos por el estrés en los parámetros cardiovasculares porque conduce al equilibrio cardiovascular estimulando el lado parasimpático del sistema nervioso autónomo y a la inhibición cortico-hipotálamo-medular.